# Exército da Grécia

Símbolo do Exército Helênico.

O Exército Grego ou Exército Helénico (em grego: Ελληνικός Στρατός) é o ramo terrestre das Forças Armadas Gregas. O Exército da Grécia moderna tem uma história de quase 190 anos e chegou à sua forma actual, gradualmente, através desses anos.
O lema do Exército Helénico é "Liberdade decorre de Valor" (em grego: "Ελεύθερον το Εύψυχον" - transl.: Eleftheron Para Efpsihon) e o emblema deste exército representa a "águia de duas-cabeças olhando tanto à esquerda e à direita e a cruz branca em fundo azul colocada ao meio".
Atualmente conta com 90 mil militares em suas fileiras.

## Galeria de fotos

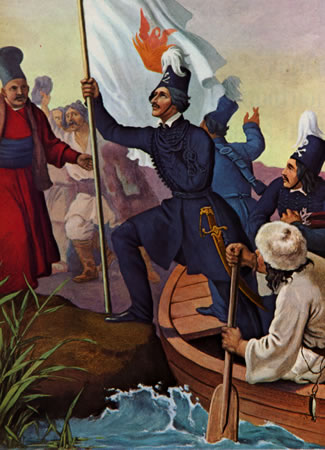
Alexander Ypsilantis cruza o Pruth, durante a Guerra de independência da Grécia. Pintado por Peter von Hess.
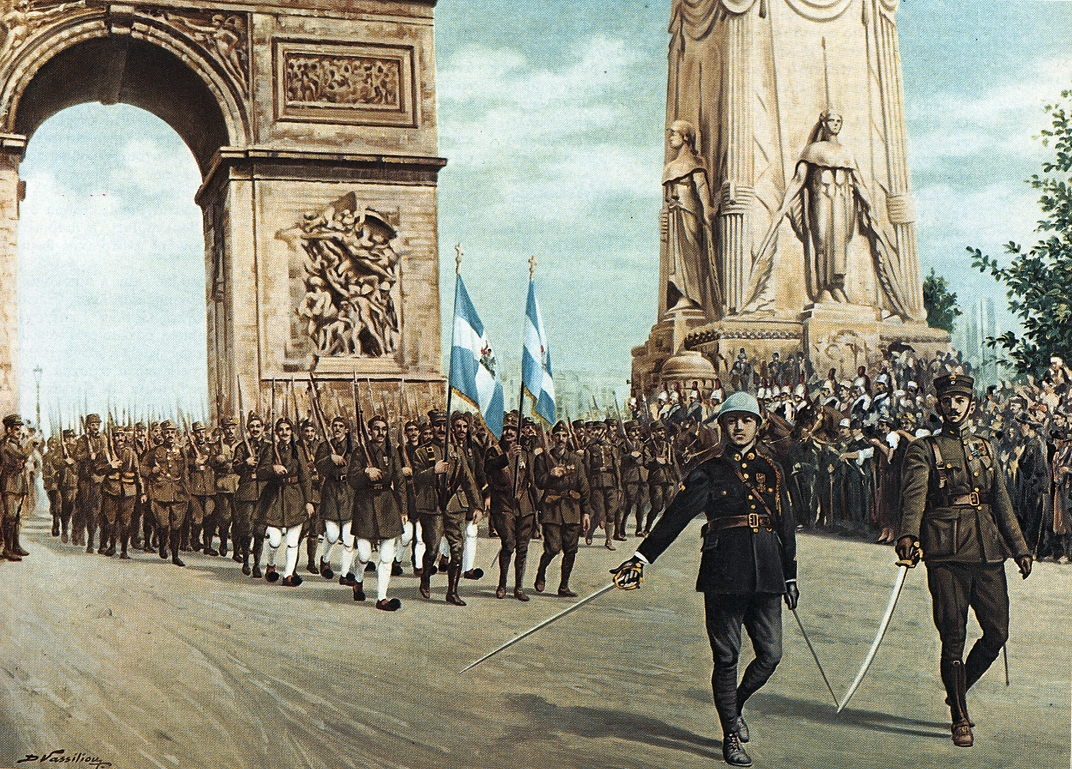
Tropas gregas na Marcha da Vitória em Paris, ao término da Primeira Guerra Mundial (1919).
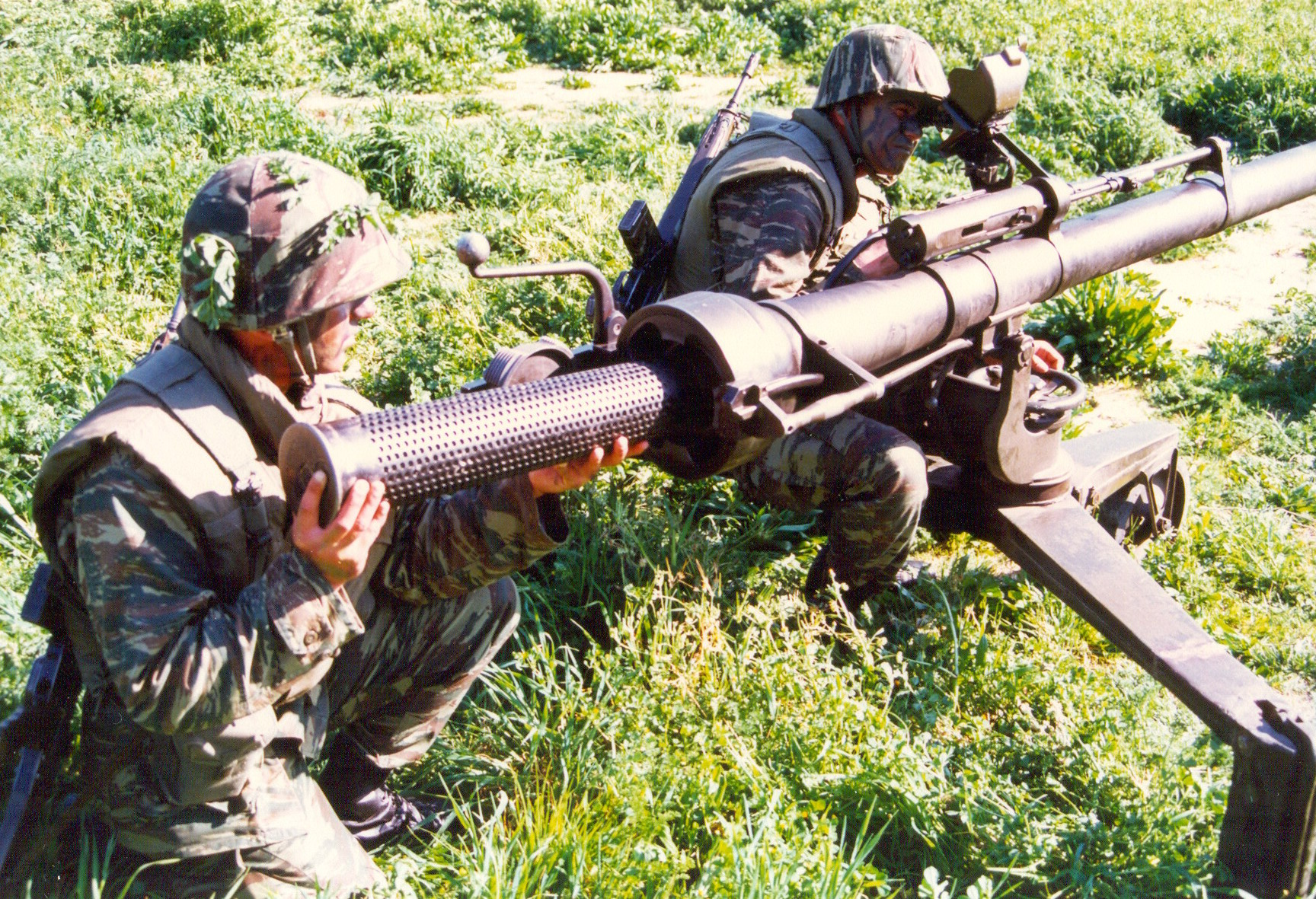
Soldados gregos recarregando um M40.
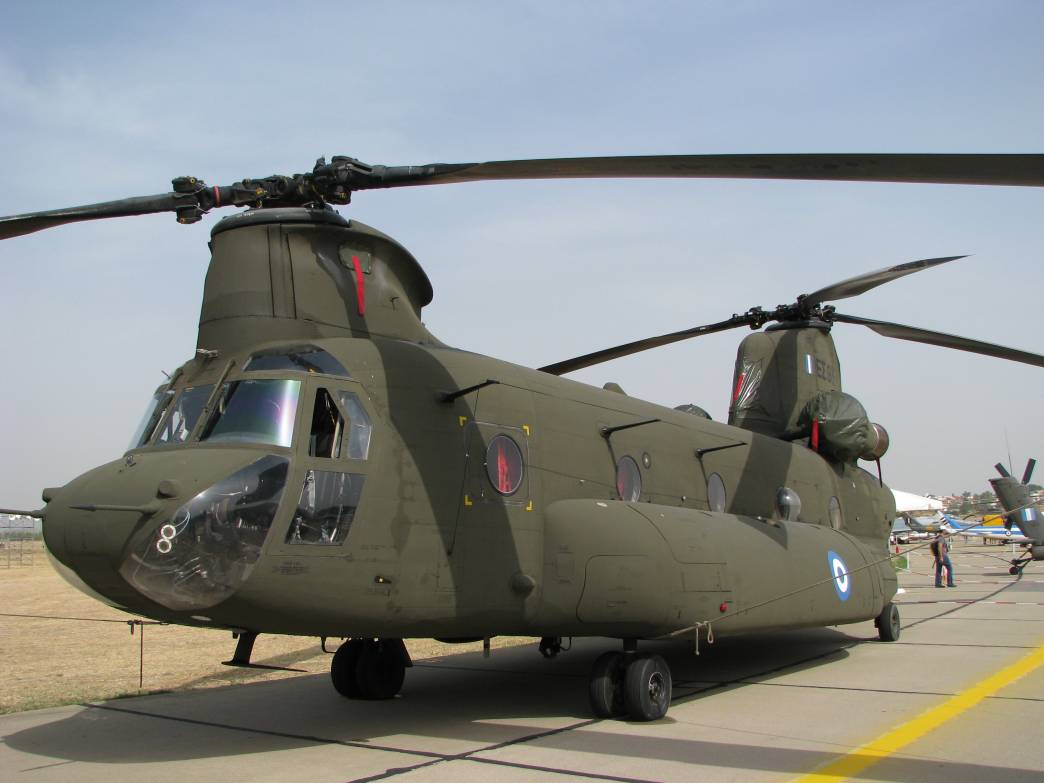
Um helicóptero CH-47SD Chinook da aviação militar helênica.
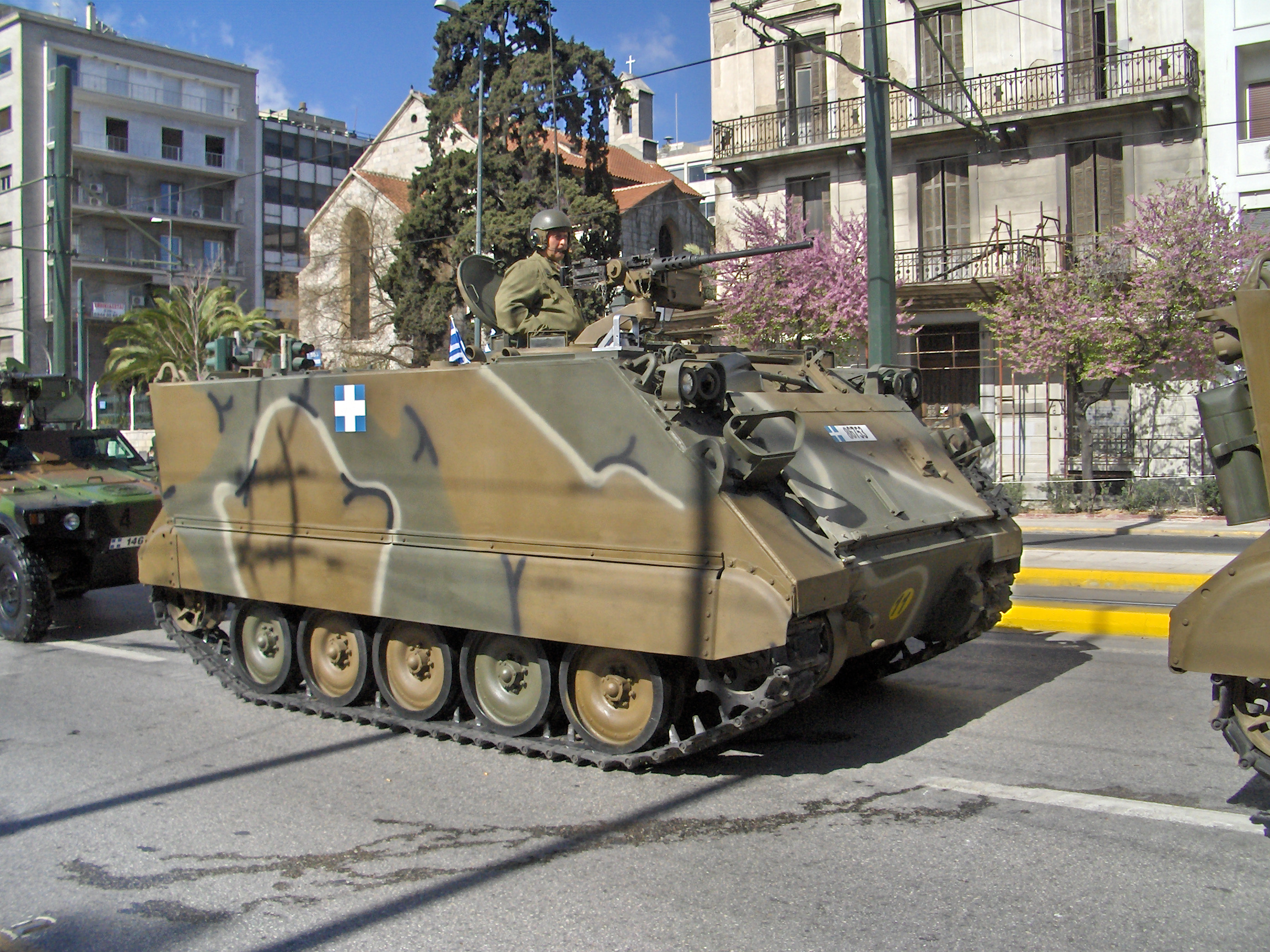
Um blindado M113.
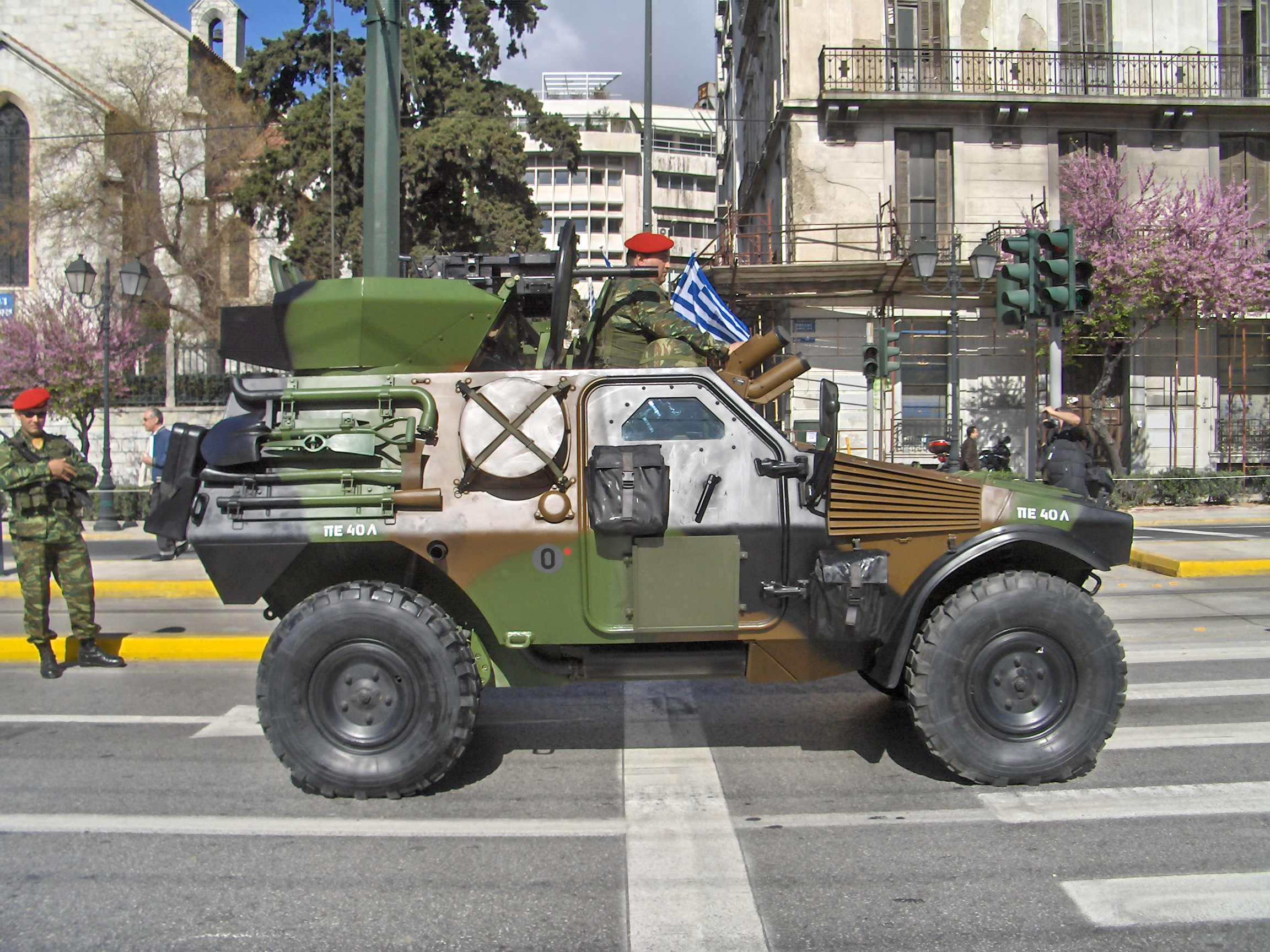
Panhard VBL.
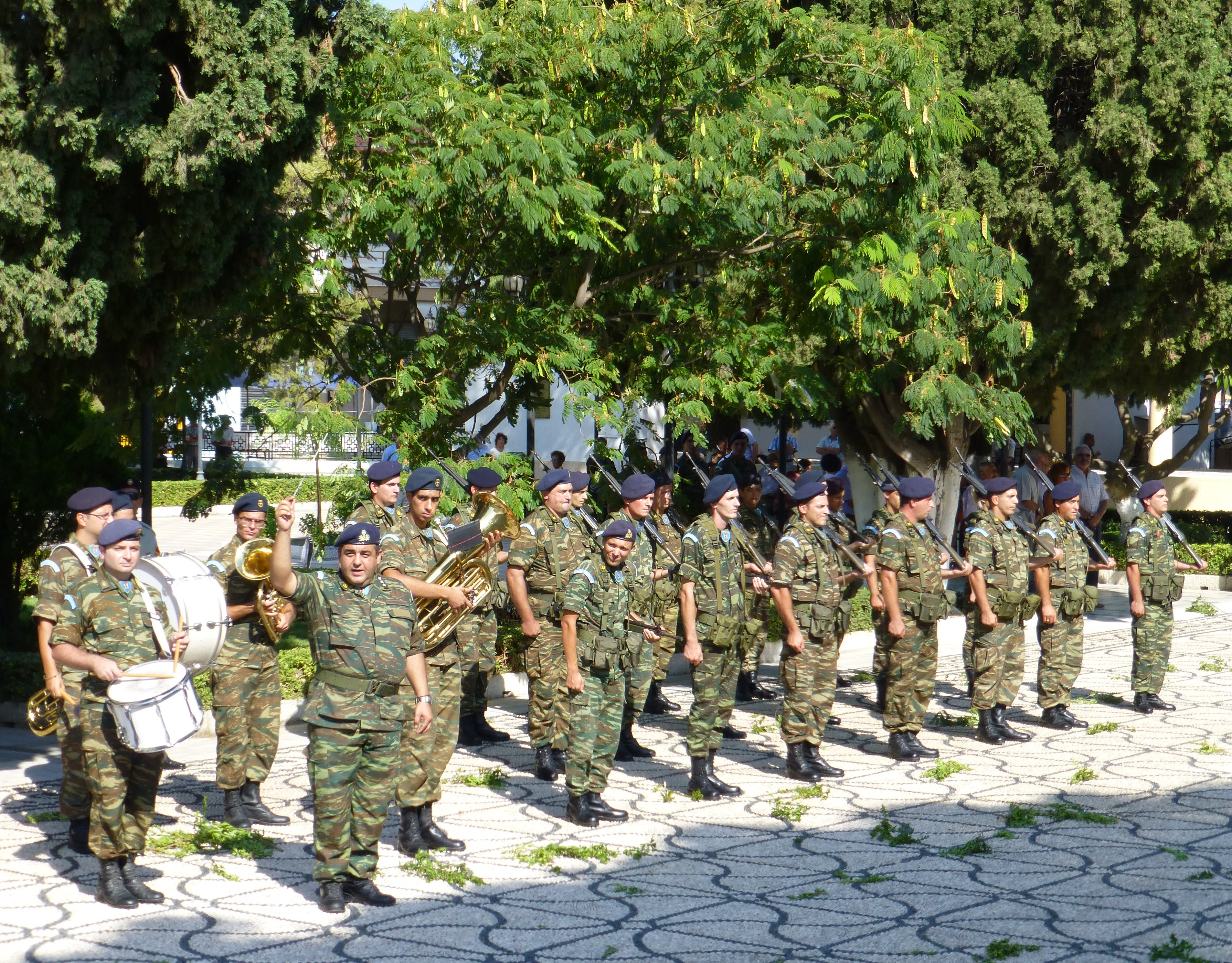
Banda marcial grega.
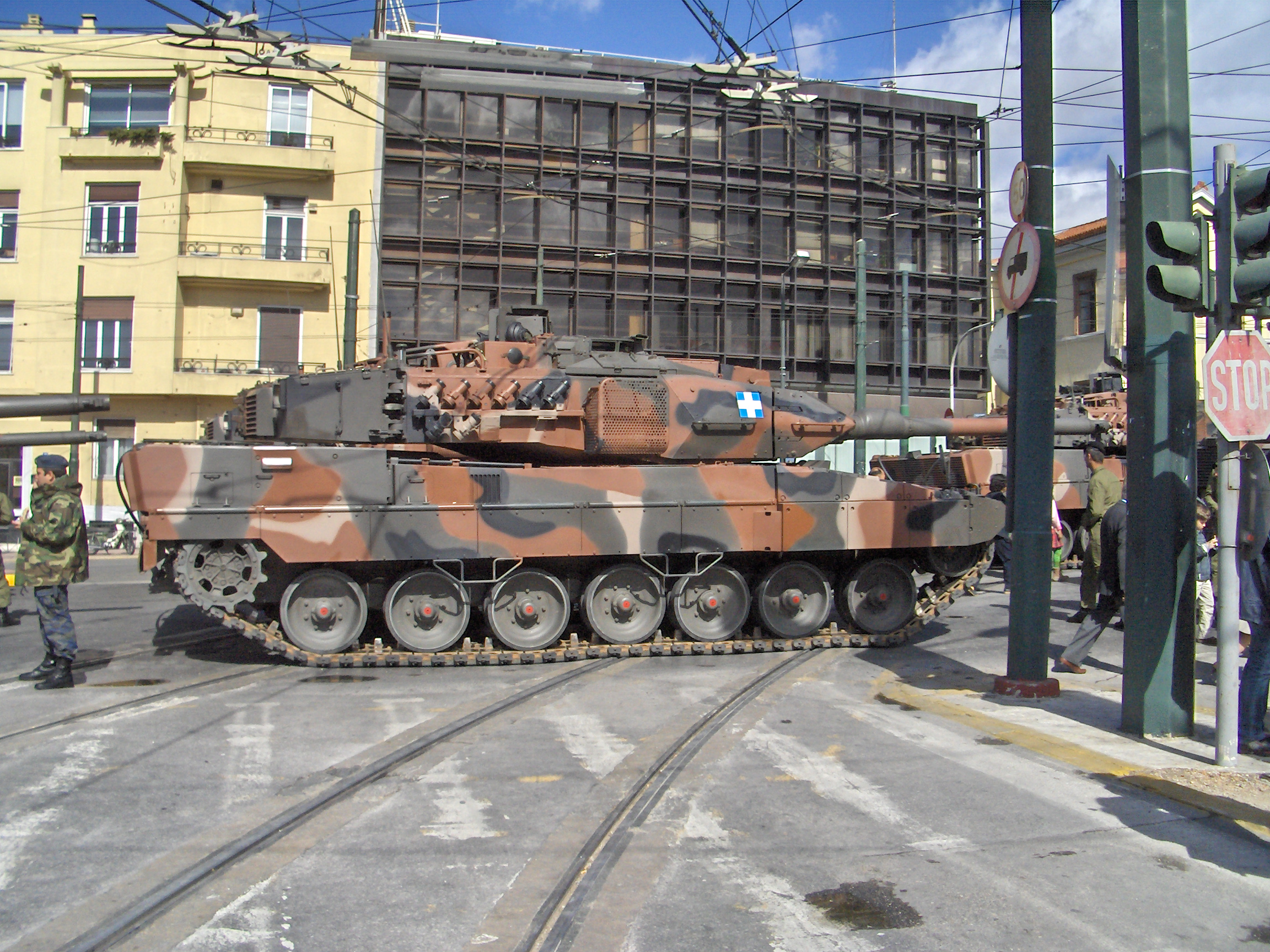
Um tanque Leopard 2A6 do exército da Grécia.